# Carevec
Carevec (bolgarsko Царевец, Carevec) je srednjeveška trdnjava na griču z enakim imenom v Velikem Trnovem v severni Bolgariji. V Drugem bolgarskem cesarstvu je bil od leta 1185 do 1393 glavna in najbolj utrjena trdnjava v državi. V njej sta bili tudi cesarjeva in patriarhova palača. Sedaj je velika turistična zanimivost.

## Zgodovina
Najstarejša dokaz o prisotnosti človeka na griču Carevec je iz 2. tisočletja pr. n. št.. Stalno naseljen je bil v 4. stoletju n. št., proti koncu 5. stoletja pa je na njem zraslo bizantinsko mesto Zikideva. Na njegovih ruševinah se je v 12. stoletju začela graditi bolgarska trdnjava. Po vlaško-bolgarskem uporu, ki se je začel leta 1185, in ustanovitvi Drugega bolgarskega cesarstva s prestolnico v Trnovem (ali Tǎrnovcu), je trdnjava postala najpomembnejša utrdba v Bolgariji. Primerjali so je celo z Rimom in Konstantinoplom. Leta 1393 jo je tri mesece oblegala osmanska vojska in jo 17. julija osvojila in požgala. Osvojitev Carevca je pomenila konec Drugega bolgarskega cesarstva.
Trdnjava ima tri vhode. Glavni vhod z dvižnim mostom je na najbolj zahodni strani griča. Sredi griča je grajski kompleks, obdan z notranjim obzidjem, dvema obrambnima stolpoma in dvema vhodoma – severnim (Mala vrata) in južnim (Frankovska vrata). V grajskem kompleksu je bila prestolna dvorana, grajska cerkev in cesarjevi bivalni prostori. Obnova trdnjave se je začela leta 1930 in se končala leta 1981 na 1300. obletnico ustanovitve bolgarske države.

## Opis
Trdnjava ima mogočno obzidje, debelo do 3,6 m, in troje vrat. Glavna vrata z dvižnim mostom so na ozkem skalnem grebenu na najbolj zahodni točki obzidja. Druga vrata so 180 m severno, tretja vrata, ki so obstajala do leta 1889, pa 450 m jugovzhodno od njih.
Palačni kompleks je na osrednjem ravnem delu griča in meri 4872 m². Obdan je bil z notranjim obzidjem, dvema obrambnima stolpoma in dvema vhodoma, glavnim na severni in drugim na južni strani obzidja. V njem so bili prestolna dvorana, palačna cerkev in cesarjevi bivalni prostori.
Na vrhu griča je kompleks patriarhata, ki meri 3000 m². Patriarhalna stolnica Kristusovega vnebovzetja je bila zgrajena leta 1981 na temeljih zgodnjekrščanske cerkve. Poslikana je bila leta 1985. Freske so naslikane v modernističnem in ne v tradicionalnem pravoslavnem slogu in prikazujejo običajne verske teme in tragične dogodke iz zgodovine Drugega bolgarskega cesarstva.
Balduinov stolp (bolgarsko Балдуинова кула, latinizirano: Balduinova kula) je sodobna rekonstrukcija srednjeveškega stolpa. Zgrajen je bil leta 1930 po načrtu stolpa v Červenu. Stoji na najbolj jugovzhodni točki trdnjave na mestu srednjeveškega stolpa, v katerem je umrl latinski cesar Balduin I. kot ujetnik carja Kalojana.
V srednjem veku so se na pobočjih Carevca in pod njim zgradile stanovanjske hiše, obrtne delavnice in številne cerkve in samostani. Arheologi so odkrili ostanke 400 stanovanjskih hiš, razdeljenih na četrti, več kot 22 cerkva in štirih samostanov.
Na skrajnem severu trdnjave je stena nad reko Jantro, s katere so metali na smrt obsojene izdajalce. Njihova trupla so padla v reko. Na tem mestu je bil usmrčen tudi patriarh Joahim, katerega je leta 1300 na smrt obsodil car Teodor Svetoslav zaradi dogovarjanja z Mongoli.

## Zanimivost
Po Carevcu se imenuje greben Carevec (bolgarsko рид Царевец, latinizirano: rid Carevec) na polotoku Trinity na Antarktiki.

## Galerija
- Panorama
- Glavna vrata
- Zahodno obzidje
- Južno obzidje
- Balduinov stolp
- Stolnica Kristusovega vnebovzetja
- Freska v stolnici Kristusovega vnebovzetja